# Pieta (film)
Pour les articles homonymes, voir Pietas.
Pour plus de détails, voir Fiche technique et Distribution.
Pieta (hangeul : 피에타) est un film sud-coréen écrit, produit et réalisé par Kim Ki-duk, sorti en 2012.
Il a obtenu le Lion d'or lors de la 69e Mostra de Venise.

## Synopsis
Kang-do, usurier, n'hésite pas à mutiler sans états d'âme ses clients, afin que l'indemnisation de l'assurance rembourse les taux d'intérêt exorbitants qu'il impose. Un jour, une femme prétendant être sa mère frappe à sa porte. Se sentant coupable d'avoir abandonné son enfant et de l'avoir laissé grandir sans amour, elle observe, voire se rend complice des exactions de son fils. Ce dernier, au moyen d'actes violents, se laisse finalement convaincre et l'accepte comme sa mère. En même temps qu'une certaine complicité s'installe entre eux, Kang-do doit faire face à ses propres exactions pour retrouver sa mère qui se prétend piégée.

## Fiche technique
- Titre : Pieta
- Titre original : 피에타
- Réalisation : Kim Ki-duk
- Scénario : Kim Ki-duk
- Décors : Lee hyun joo
- Costumes : Ji Ji-yeon
- Photographie : Jo Yeong-jik
- Son : Lee Seung-yup
- Montage : Kim Ki-duk
- Musique : Bak Inyeong
- Production : Kim Ki-duk
- Société de production : Kim Ki-duk Film
- Société de distribution : Next Entertainment World
- Pays d'origine : Corée du Sud
- Langue originale : coréen
- Format : couleur - 1.85 : 1 - Dolby Digital - 35 mm
- Genre : drame
- Durée : 104 minutes
- Dates de sortie :
  -  Italie : 4 septembre 2012 (Mostra de Venise)
  -  Corée du Sud : 6 septembre 2012
  -  France : 10 avril 2013

## Distribution
- Jo Min-soo : Mi-seon
- Lee Jeong-jin : Kang-do
- Woo Gi-hong : Hoon-cheol
- Kang Eun-jin : Myeong-ja, la femme de Hoon-cheol
- Jo Jae-ryong : Gye-song
- Lee Myeong-ja : la grand-mère

## Production
Le réalisateur écrit le scénario, dont le titre fait référence à la sculpture La Pietà de Michel-Ange, en 2011 à Paris. Pour le choix des acteurs, il avait pensé à Jude Law et Isabelle Huppert qui, par la suite, n'ont pas répondu à sa demande. De retour en Corée du Sud, deux acteurs Jo Min-soo et Lee Jeong-jin lui ont été proposés. Le tournage n'a duré que dix jours avec seulement deux Canon 5D MKII.

## Accueil

### Sorties internationales
Deux jours après la Mostra de Venise en septembre 2012, Pieta sort le 6 septembre 2012 en Corée du Sud.
En France, il sort le 10 avril 2013.

### Box-office
| Pays ou région | Box-office      | Date d'arrêt du box-office | Nombre de semaines |
| -------------- | --------------- | -------------------------- | ------------------ |
| Corée du Sud   | 601 693 entrées | 21 octobre 2012            | 7                  |

## Distinctions

### Récompenses
- Mostra de Venise 2012 : Lion d'or du meilleur film
- Satellite Awards 2012 : Meilleur film en langue étrangère
- Grand Bell Awards 2012 :
  - Meilleure actrice (Jp Min-soo)
  - Prix du Jury (Kim Ki-duk)
- Festival international du film de Dubaï 2012 : Meilleur réalisateur
- Blue Dragon Film Awards 2012 : Meilleur film
- Asia Pacific Screen Awards 2012 : Grand prix du jury pour la meilleure performance (Jo Min-soo)
- Fantasporto 2013 : Meilleur film de la semaine des réalisateurs (Prémio Melhor Filme Semana dos Realizadores)
- Asian Film Awards 2013 : Meilleur choix du public sur l'actrice (Jo Min-soo)

### Nominations
- Satellite Awards 2012 :
  - Meilleur réalisateur
  - Meilleur scénario original
- Grand Bell Awards 2012 :
  - Meilleur film
  - Meilleur réalisateur (Kim Ki-duk)
  - Meilleure actrice dans un second rôle (Kang Eun-jin)
  - Meilleure nouvelle actrice (Kang Eun-jin)
- Festival international du film de Dubaï 2012 : Meilleur film
- Asia Pacific Screen Awards 2012 : Meilleure performance chez l'actrice (Jo Min-soo)
- Fantasporto 2013 :
  - Meilleur grand film (Grande Prémio Fantasporto)
  - Prix spécial du Jury (Prémio Especial do Juri)
- Baek Sang Art Awards 2013 :
  - Meilleur réalisateur
  - Meilleur film
  - Meilleure actrice (Jo Min-soo)
- Asian Film Awards 2013 :
  - Meilleur réalisateur
  - Meilleur film
  - Meilleure actrice (Jo Min-soo)
- Festival du film de Sydney 2013 : sélection « Features »